# Galactopogon hispidus
Galactopogon hispidus là một loài ruồi trong họ Asilidae. Galactopogon hispidus được Engel miêu tả năm 1929. Loài này phân bố ở vùng Cổ Bắc giới.